# Нова Махала (Грчка)
Нова Махала или Ени Махала (грч. Πεπονιά, Пепонија) је насељено место у општини Сер у периферији Средишња Македонија, Грчка. Према попису из 2021. године било је 330 становника.
Према бугарском географу и историчару, Василу Канчову, у Новој Махали је 1900. године живело 70 Словена хришћана. Село је 1920. године имало 361 житеља Словена. Године 1924. принудно је исељено 167 Словена у Бугарску а на њихово место је насељено 34 грчких избегличких породица, укупно 192 особе. На попису из 1928. године Нова Махала је мешовито грчко-словенско насеље са 441 становником.